# Volques
Ne doit pas être confondu avec Volsques.
Les Volques ou Volcae ou Volces sont des populations de culture celtique et ibérique du sud de la Gaule. On distingue les Volques Tectosages situés en Languedoc occidental (à l'ouest du fleuve Hérault), des Volques Arécomiques en Languedoc oriental.

## Textes anciens
Les Volques sont mentionnés pour la première fois en 69 av. J.-C. par Cicéron dans sa plaidoirie Pro Fonteio aux côtés des Allobroges, avec qui ils semblent se plaindre des taxes imposées par les Romains.
Tite Live les mentionne aussi dans son Ab Urbe condita en rapport avec le passage d'Hannibal qui les rencontre des deux côtés du Rhône à l'occasion de la deuxième guerre punique, en 218 av. J.-C..
Jules César, reprenant lui-même un texte d'Ératosthène du IIe siècle av. J.-C., localise des Volques Tectosages dans la forêt hercynienne qu'il suppose venir de la Gaule. Il précise également que ceux-ci auraient adopté une partie des coutumes des populations germaniques à la suite des migrations de ces derniers dans cette région du sud de l'actuelle Allemagne.

## Histoire

Localisation et migrations des Volques en Europe

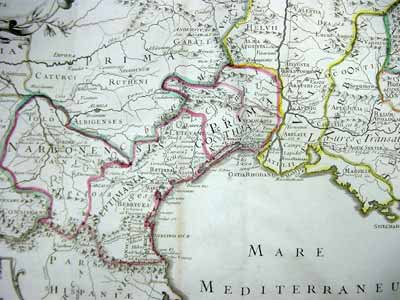
Localisation des Volques autour du golfe du Lion.

Certains historiens avancent que les Volques et les Tectosages (que César nomme séparément) étaient à l'origine des nations distinctes. Ils seraient l'un des nouveaux groupes ethniques formés lors de l'expansion militaire celtique du IIIe siècle av. J.-C..
Quand les auteurs antiques placent l’arrivée en Cispadane des Boïens transalpins au Ve siècle av. J.-C., la partie défrichée et cultivée de la forêt hercynienne (correspondant grossièrement à l'actuelle Bohême) semble avoir été vidée de ses anciens habitants. S'y installent probablement alors des groupes majoritairement originaires du plateau suisse.
Un nouvel ensemble ethnique se serait alors progressivement formé en Bohême et en Moravie, que l’on peut attribuer aux Volques Tectosages.
Avec leurs voisins les Boïens dans l'Elbe supérieure et les Cotini à l'est, ils établissent de nombreuses oppida et exploitent les ressources naturelles de la région. Leur culture est florissante entre 150 et 50 avant Jésus-Christ pour ensuite disparaître sous la pression des Germains au nord et des Daces à l'est.
Ils auraient perpétré avec d'autres tribus le fameux raid sur Delphes durant leur Grande expédition dans les Balkans. Après cet épisode, une branche part s'installer en Anatolie pour former avec les Tolistoboges et les Trocmes la Communauté des Galates, en grec Koinon Galaton. Une autre va vers -270/-260 en Gaule Narbonnaise attirée par le mercenariat au service des Carthaginois et des Romains et où elle se subdivise en deux, d'un côté les Volques Tectosages qui ont Tolosa comme capitale et de l'autre les Volques Arécomiques dans la région de Nemausus, l'Hérault étant la frontière entre les deux tribus.
À partir du règne d'Auguste (-37 av.J.C à 14 ap. J.C), les Volques sont de plus en plus romanisés en intégrant la Narbonnaise, et sont les premiers à adopter le latin, qui va être parlé dès le règne de Trajan (Vers 115) par la majeure partie de la population. Plus tard, la langue évoluera vers le catalan vers Perpignan et Barcelone (voir occitano-roman).

## Origine du nom
Dans le livre 2 de la Géographie de Ptolémée, on trouve les mentions Οὐόλκαι Ἀρικόμιοι / Ouólkai Arikómioi et Οὐόλκαι Τεκτόσαγες / Ouólkai Tektósages. L'étymologie de Volcae n'est pas établie avec certitude.
Pierre-Yves Lambert donne quelques hypothèses : un équivalent du germanique *folkam (anglais folk, allemand Volk) et signifiant « les peuplades », un équivalent du grec λύκος / lúkos (« loup ») ou encore une forme du nom du « faucon » qui serait également l'origine du gallois gwalch « faucon ».
Xavier Delamarre ne reprend pas l'idée d'un étymon signifiant « les peuplades » et conteste l'explication par l'indo-européen *ul̥kʷos « loup » qui est pour lui impossible, car ne tient pas compte de la phonétique et devrait aboutir à quelque chose comme *ulipos en gaulois. Il évoque par contre l'hypothèse d'une étymologie par le thème indo-européen *gʷhel- / *ǵhuel- '(re)courber', d'où *ghuol-k- / *ghuəl-k- à l'origine du nom du « faucon ».
Les mots volcos, volca désigneraient donc « le faucon » et on les retrouve dans les noms de personnes Catu-volcos, comparable au gallois cadwalch « héros, champion, guerrier » ; Volcius ; Volcenius ; Volcinius ; Volcacius, etc. Le nom est équivalent du latin falcō, possiblement d'origine germanique, et le mot latin falx « faux », d'après la forme du bec.
Les Volques avaient une grande influence en Moravie, en compagnie des Boïens et des Cotini et autres nations du Danube, ils contrôlaient un réseau très actif de routes reliées à la Méditerranée et aux territoires germaniques. Les prouesses de ces peuples et leur proximité ont mené à un emprunt de leur nom par les Germains (sous la forme « *Walhōz » (« *Walhaz » au singulier)) pour désigner les Celtes puis les Romains à la suite de la fusion des deux cultures. Ce mot a été largement appliqué à toutes les anciennes provinces romaines incluant les Gallois, les Italiens et les Français (notez bien que pays de Galles est Wales en langue Anglaise à cause de l'ancienne écriture du G en W calligraphiée (ex : Guillaume Le Conquérant = Wilhelm der Eroberer) donc Gallois, Gaulois mais aussi Valois,sont identiques et on peut comparer l'anglais Welsh, le néerlandais Waal qui a donné son nom à la Wallonie belge, l'allemand welsch, le suisse allemand Churwelsch (ancien nom du romanche, lequel était parlé à Coire), le Canton du Valais, le vieux norrois Valr (« Roman ; Français »). Le mot a aussi été emprunté par les Slaves (sous la forme « *Volśi », « *Volxъ » au singulier), qui l'ont utilisé pour se référer aux Valaques (Roumains) et aussi Valls en Catalan. Les Polonais l'ont appliqué non seulement aux Valaques (« Wołosi ») mais aussi aux Italiens (« Włosi »). De plus, le nom hongrois de l'Italie (« Olaszország ») et l'ethnonyme archaïque Oláhok (signifiant « Valaques », i.e. « Roumains ») dérivent de la même racine. Le nom « *Walhaz » se retrouve dans « Valachie », « Wallon », et dans des mots allemands comme Welschschweiz (« Suisse francophone ») ainsi que Welschgraben (« tranchées françaises »), désignant anciennement une barrière défensive bourguignonne et aussi linguistique dans la vallée de la Bruche à Lutzelhouse.

## Compléments